# 876년

## 연호
- 당(唐) 건부(乾符) 3년
- 일본(日本) 조간(貞観) 18년

## 기년
- 당(唐) 희종(僖宗) 3년
- 신라(新羅) 헌강왕(憲康王) 2년
- 발해(渤海) 대현석(大玄錫) 6년

## 사건
- 2월 황룡사에서 백고좌를 설치하여 강의와 토론하게 했음. 왕 자신도 강의를 듣고자 황룡사로 행차하기도 하였음.

## 탄생
- 하인리히 1세, 독일의 왕.

## 사망
- 8월 28일 - 프랑크의 루트비히 2세, 동프랑크 왕국의 왕.